# سحانر (حالمين)

تعديل مصدري - تعديل

سحانر هي إحدى قرى عزلة حبيل الريدة بمديرية حالمين التابعة لمحافظة لحج، بلغ تعداد سكانها 114 نسمة حسب تعداد اليمن لعام 2004.